# Benedetto Lorenzelli
Benedetto Lorenzelli (né le 11 mai 1853 à Badi di Castel di Casio en Émilie-Romagne, Italie et mort le 15 septembre 1915 à San Miniato), est un cardinal italien de l'Église catholique du début du XXe siècle, créé par le pape Pie X.

## Biographie
Lorenzelli étudie à Bologne et à Rome. Après son ordination il est professeur à l'Athénée pontifical de l'Apollinaire à Rome et le premier recteur de l'Athénée bohémien pontifical à Rome. Il exerce notamment des fonctions auprès de la nonciature apostolique en Autriche (en), comme internonce aux Pays-Bas (en) et en Luxembourg (en) en 1893 et comme nonce apostolique en Bavière en 1896.
Il est élu archevêque titulaire de Sardes (de) en 1896 et est consacré le 8 décembre de la même année par Mariano Rampolla del Tindaro avec comme co-consécrateurs Pietro Respighi et Lorenzo Passerini (it). Il est nommé nonce apostolique en France en 1899. Il est transféré à l'archidiocèse de Lucques en 1904, après la rupture des relations avec la France.
Le pape Pie X le crée cardinal  lors du consistoire du 15 avril 1907. Le cardinal Lorenzelli est préfet de la Congrégation pour l'éducation catholique à partir de 1914 et participe au conclave de 1914, à l'issue duquel Benoît XV est élu.

## Succession apostolique
La succession apostolique est:
- Évêque Louis Olivieri (1900)
- Évêque François-Xavier Schoepfer (1900)
- Archevêque Alain Guynot de Boismenu, M.S.C. (1900)
- Archevêque Marie-Charles-Alfred de Cormont (1900)
- Archevêque François-Marie-Joseph Delamaire (1901)
- Évêque Fernando de Souza Monteiro (pt), C.M. (1901)
- Évêque Domenico Fanucchi (1907)